# 北仑站
北仑站是中国浙江省宁波市北仑区一座三等货运铁路车站，位于新碶街道，建于1986年，属于北仑支线，上行车站为大碶站，下行车站为港区站。设有到发线6条，80万吨货场一座，是服务于宁波港北仑港区的重要物资转运编组站。